# Kirche Hl. Erzengel Gabriel (Grgurevci)

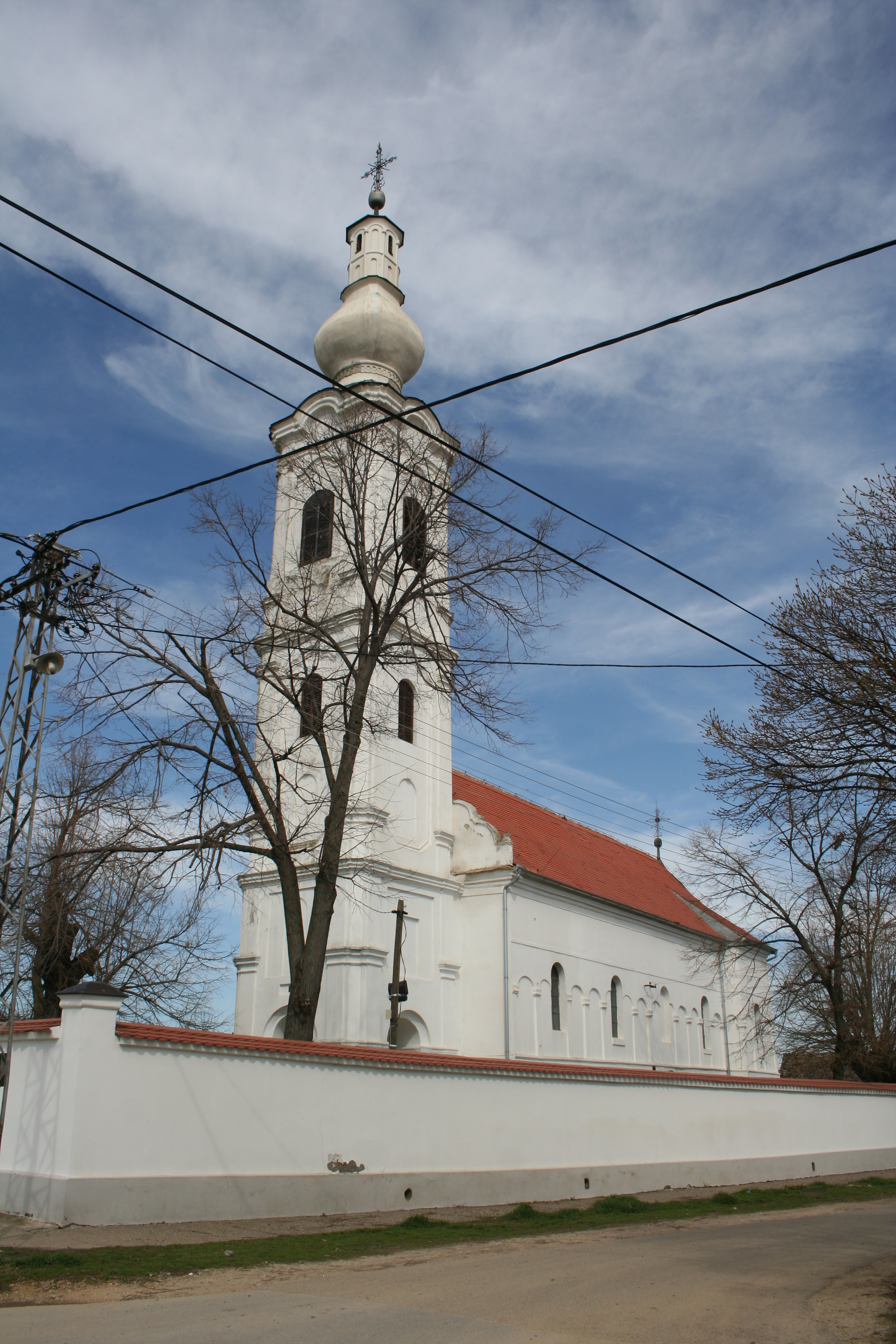
Kirche Hl. Erzengel Gabriel in Grgurevci

Die Kirche Hl. Erzengel Gabriel (serbisch: Црква Светог архангела Гаврила, Crkva Svetog arhangela Gavrila) im Dorf Grgurevci, in der Opština Sremska Mitrovica, ist eine serbisch-orthodoxe Kirche in der nordserbischen autonomen Provinz Vojvodina.
Das 1754 erbaute Kirchengebäude steht unter dem Patronat des Hl. Erzengels Gabriel und ist die Pfarrkirche der Pfarrei Grgurevci, im Dekanat Sremska Mitrovica, der Eparchie Srem, der Serbisch-Orthodoxen Kirche.
Als unbewegliches Kulturgut besitzt die Kirche den Status eines Kulturdenkmals von großer Bedeutung und steht unter staatlichem Schutz.

## Lage
Grgurevci liegt im zentralen Teil des südlichen Fruškogorje, an den Südhängen der Fruška Gora, etwa 18 Kilometer nördlich der Gemeindehauptstadt, Sremska Mitrovica. 
Das Kirchengebäude steht im westlichen Dorfzentrum an der Kreuzung zweier Straßen. In der Nähe befinden sich: das Pfarrhaus, das Kulturhaus, die Dorfgrundschule und der Fußballplatz des örtlichen Fußballvereins FK Grgurevci.
Im ummauerten Kirchhof mit zwei imposanten Eingangsportalen an West- und Südseite, stehen neben der Kirche: mehrere Bäume und eine kleine Kapelle. Im oberen Teil des  Haupteingangsportal an der Westseite ist über dem Tor, eine Freske des Kirchenpatron Hl. Erzengel Gabriel dargestellt und im oberen Teil des  Nebeneingangsportal an der Südseite ist über dem Tor, eine Freske des Hl. Propheten Elias, der Slava des Dorfes, verewigt. 

## Geschichte

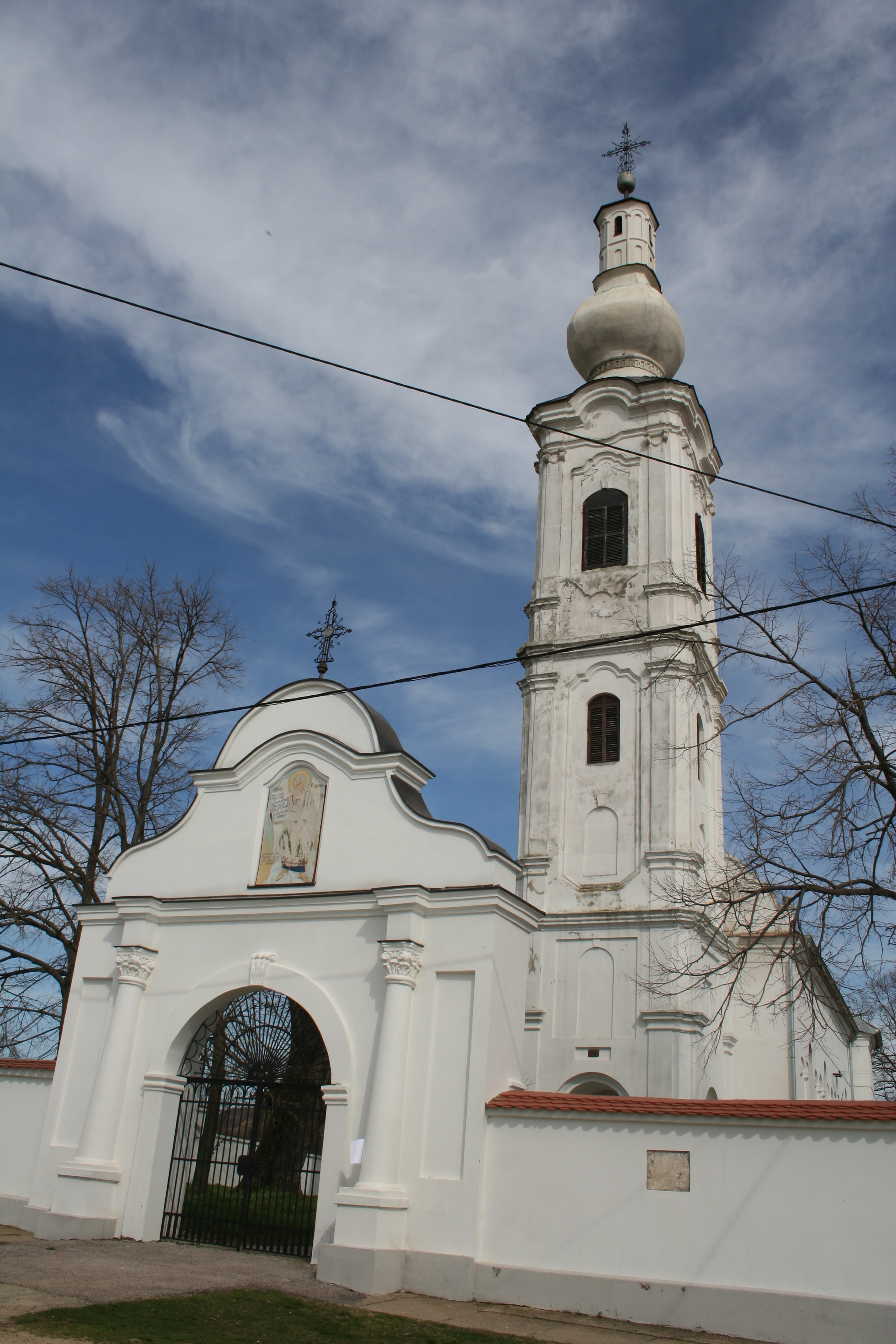
Blick auf Kirche und westliches Eingangsportal

Die erste bekannte orthodoxe Holzkirche im Ort wurde 1732 aus Weidengeflecht errichtet. Das heutige Kirchengebäude am Standort des alten Gotteshauses wurde 1754 erbaut. An der Westfassade der Kirche wurde nachträglich ein hoher barocker Kirchturm angebaut. Der komplette Bau der Kirche wurde Ende des 18. Jahrhunderts abgeschlossen.
Die erste Ikonostase aus der Erbauungszeit der Kirche wurde 1793 bei einem Brand zerstört. 1803 schloss die Kirchengemeinde einen Vertrag mit dem Holzschnitzer-Meister, Marko Vujatović, aus der Stadt Sremski Karlovci. Marko Vujatović hatte mehrere Ikonostasen für berühmte Gotteshäuser anfertigt, darunter in der Klosterkirche des Klosters Vrdnik, für Kirchen in Surčin, Šimanovci, Bukovac und die Kirche Hl. Großmärtyrer Dimitri in Sremska Mitrovica. 
Laut Vertrag mussten die Arbeiten an der Ikonostase vom 15. März 1803 bis zum 15. Mai 1805 beendet sein. Die Kirche verpflichtete sich, die Ausgaben des Meisters in Höhe von 3000 Silberforint in Barer Summe und an Lebensmitteln, wie etwa 2000 kg Weizen, 800 kg Mais, der zweijährigen Weinlese und 4 Jungschweinen zu übernehmen. Zusätzlich zur Ikonostase fertigte Marko Vujatović, nach dem Vorbild der Kirche der Überführung der Reliquien des Hl. Nikolaus in Dorf Stejanovci, den Gottesmutter- und Bischofsthron, das Chorgestühl und die Chorständer. Dem Meister und seinen Gehilfen wurde während der Bauzeit der Ikonostase zudem Unterkunft und Verpflegung zur Verfügung gestellt. 
Die luxuriöse Ikonostase, reich verziert mit kombinierten floralen und geometrischen Motiven, wurde von 1803 bis 1807 geschnitzt und stellt ein außergewöhnliches Kulturdenkmal dar. Die hohe Ikonostase ist mehrtürig und mehrstöckig, mit schweren und massiven Pilastern in der unteren Zone. Besonders reichhaltig sind die Schnitzereien an den Türen, insbesondere an den carske dveri (Haupttür der Ikonostase). Sämtliche Motive der Ikonostasengestaltung wurden dort übernommen: Eichenblätter, Weinreben, Rosenblüten, Vasen, Bänder, in einer lebendigen und reichen Verflechtung.
Die Vergoldung der Ikonostase wurde vom Maler Teodor Vitković ausgeführt. 1808 wurden die Ikonen vom bekannten Maler, Dimitrije Dimšić aus Novi Sad, gemalt. Unter der Aufsicht seines Lehrers, des sehr bekannten Malers, Arsenije Teodorović, schuf Dimšić, in der Kirche, ein künstlerisch solides religiöses Ensemble, das trotz deutlicher barocker Einflüsse den Geist des Klassizismus widerspiegelt. 1808 wurden die Arbeiten im Kircheninnenraum beendet. 
Das Gotteshaus wurde 1824 mit Dachziegeln bedeckt und innen und außen weiß getüncht. Auf der Ikone des letzten Abendmahls, wurde das Jahr 1868 als Restaurierungsjahr der Ikonostase angegeben. Den Archivdaten zufolge wurde der Maler Matej Petrović beauftragt, die im Laufe der Zeit zerstörten Innenwände zu dekorieren.
Im Zweiten Weltkrieg erlitt das Gotteshaus große Schäden. Die Kirche wurde niedergebrannt, wobei die Ikonostase beschädigt und der Großteil der Wandmalereien zerstört wurde. Auch ist das Kirchengebäude bombardiert, jedoch nicht abgerissen worden. Am 6. Juni 1942 erschoss die Wehrmacht, mit Hilfe der einheimischen Volksdeutschen aus dem Ort, etwa 260 überwiegend männliche Serben und einige Frauen.
Die Kirche wurde am 5. Februar 1971 zum Kulturdenkmal erklärt. Am 30. Dezember 1991 erfolgte die Kategorisierung der Kirche und das Kirchengebäude wurde zu einem Kulturdenkmal von großer Bedeutung erklärt. Am Kirchengebäude wurden Renovierungs- und Konservierungsarbeiten 1977, 1982–83 und 2001 durchgeführt. In den letzten Jahren wurden die Kirchenmauer und die Eingangsportale neu gestrichen. Auch die Außenfassaden der Kirche wurden neu angestrichen und das Dach des Gotteshauses bekam neue Dachziegel.

## Architektur

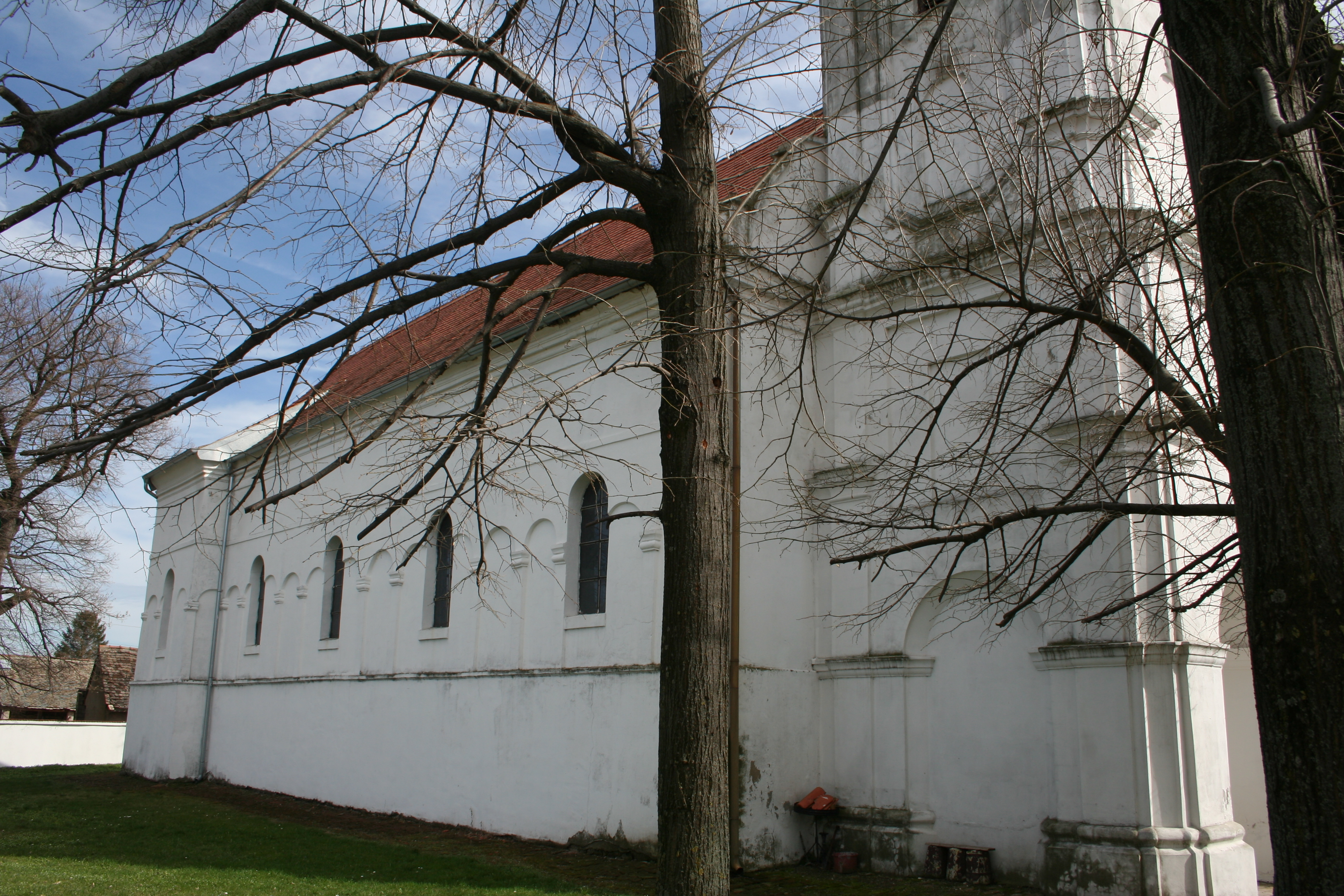
Die Nordfassade der Kirche

Das einschiffige Kirchengebäude mit einem langgestreckten rechteckigen Grundriss, ist in seiner Grundkonzeption im Stil des Barock erbaut worden, mit einer von Außen mehrseitigen und im Inneren halbrunden Altar-Apsis im Osten, flachrechteckigen Seitenchorräumen im östlichen Ende des Naos und einem Narthex mitsamt einem aus der Westfassade hervorstehenden (nachträglich zugefügten) etwa 30 Meter hohen barocken Kirchturm, den eine mehrgeschossige Zwiebelturmkappe krönt, im Westen.
Die Außenfassaden sind horizontal durch eine Reihe von Blendarkaden und ein profiliertes Dachgesims belebt. Vertikal dominieren am Kirchturm Pilaster mit einfachen Kapitellen und Blindfenster.
Der Haupteingang der Kirche befindet sich an der Westfassade; auch gibt es einen Nebeneingang an der Südseite der Kirche. Über dem südlichen Eingang, befindet sich eine Nische, mit dem Fresko des Hl. Erzengels Michael. Die Kirche besitzt zwei Kirchenkreuze. Eines auf der Spitze des Kirchturmes und das andere am Ostende des Naos.
Der Kircheninnere wird von der prächtigen Ikonostase dominiert. Im Kircheninnenraum befinden sich zudem, der Gottesmutter- und Bischofsthron, Kronleuchter, Chorgestühl, viele Wandikonen, und Chorständer. Die Kirche verfügt über einen Chorbalkon (Empore) im westlichen Kirchenschiff. Die Kirchenwände sind mit Wandmalereien und das Gewölbe mit einem Firmament dekoriert.